# Botanophila formiceps
Botanophila formiceps este o specie de muște din genul Botanophila, familia Anthomyiidae. A fost descrisă pentru prima dată de Huckett în anul 1947.
Este endemică în California. Conform Catalogue of Life specia Botanophila formiceps nu are subspecii cunoscute.